# Aušra Bimbaitė
Aušra Bimbaitė (ur. 10 października 1982 w Rakiszkach) – litewska koszykarka, występująca na pozycji rozgrywającej, reprezentantka kraju.

## Osiągnięcia
Na podstawie, o ile nie zaznaczono inaczej..

### Drużynowe
- Mistrzyni:
  - Eurocup (2012)
  - Ligi Bałtyckiej (2002–2009, 2011)
  - Litwy (2002–2009, 2011)[3][4][5][6]
- 3. miejsce w:
  - Eurolidze (2005)
  - Eurocup (2010)
- 4. miejsce w Eurolidze (2006)
- Zdobywczyni Pucharu Litwy (2011)[6]
- Uczestniczka międzynarodowych rozgrywek:
  - Euroligi (2001–2009, 2010/2011)
  - Eurocup (2009/2010, 2011–2013)

Indywidualne
(* – nagrody przyznane przez eurobasket.com)
- MVP:
  - Ligi Bałtyckiej (2011)
  - ligi litewskiej (2011)*[6]
- Najlepsza zawodniczka*:
  - krajowa ligi litewskiej (2011)[6]
  - występująca na pozycji obronnej ligi litewskiej (2011)[6]
- Zaliczona do*:
  - I składu:
    - ligi litewskiej (2009, 2011)[5][6]
    - zawodniczek krajowych ligi litewskiej (2009, 2011)[5][6]

  - składu honorable mention ligi litewskiej (2007)[4]

### Reprezentacja
Seniorska
- Uczestniczka:
  - mistrzostw:
    - świata (2006 – 8. miejsce)
    - Europy (2001 – 4. miejsce, 2005 – 4. miejsce, 2009 – 11. miejsce, 2011 – 7. miejsce)

  - kwalifikacji do mistrzostw Europy (2003, 2005, 2009, 2011)

Młodzieżowe
- Uczestniczka:
  - mistrzostw:
    - świata U–19 (2001 – 8. miejsce)
    - Europy U–18 (2000 – 4. miejsce)

  - kwalifikacji do mistrzostw Europy:
    - U–20 (2000, 2002)
    - U–18 (1998)